# Verkiezingsbelofte
Een verkiezingsbelofte is een belofte die een politieke partij of politicus doet op het moment dat de verkiezingen in aantocht zijn. Deze belofte moet dan kiezers aan de partij binden. Wanneer de verkiezingen zijn geweest, en de partij in de regering zit, is het tijd om de belofte in te lossen. Opmerkelijk genoeg blijkt het dan soms om een loze belofte te gaan, omdat de belofte niet in het regeerakkoord paste, of simpelweg omdat de belofte niet uitvoerbaar is.
Voorbeelden van verkiezingsbeloften in Nederland zijn onder andere:
- verlagen van belastingen
- verminderen van het ambtelijk apparaat
- strenger straffen van een zeker strafbaar feit
- het niet aanpassen van bepaalde wetgeving (bijvoorbeeld hypotheekrenteaftrek)